# Lijst van kastelen in Utrecht
Dit is een lijst van kastelen en ridderhofsteden in de Nederlandse provincie Utrecht. In de lijst zijn alleen die kastelen en voormalige kastelen opgenomen die verdedigbaar waren of zo bedoeld zijn, en voor bewoning bestemd waren. Een deel van de kastelen in de lijst is op dit moment een landhuis dat gebouwd is op de fundamenten van een (verdwenen) kasteel.
| Kasteel             | Plaats               | Gemeente            | Bouwperiode                                       | Type                                                                                              | Huidige staat                                                               | Toegankelijk                         | Afbeelding |
| ------------------- | -------------------- | ------------------- | ------------------------------------------------- | ------------------------------------------------------------------------------------------------- | --------------------------------------------------------------------------- | ------------------------------------ | ---------- |
| Aa, Ter             | Breukelen            | Stichtse Vecht      | 11-12e eeuw                                       | versterkt huis                                                                                    | verdwenen                                                                   | nee                                  |            |
| Aastein             | Breukelen            | Stichtse Vecht      | 14e eeuw                                          | woontoren met aanbouw                                                                             | restanten ondergronds                                                       | nee                                  |            |
| Abcoude             | Abcoude              | De Ronde Venen      | 13e eeuw                                          | polygonale burcht                                                                                 | restanten ondergronds                                                       | nee                                  |            |
| Amaliastein         | Vianen (Utrecht)     | Vijfheerenlanden    | 1560                                              | buitenplaats                                                                                      | 1814 afgebroken                                                             | kasteelterrein is toegankelijk       |            |
| Amelisweerd, Nieuw- | Bunnik               | Bunnik              | 14e eeuw; 1682                                    | oorspronkelijk versterkt huis, nu landhuis                                                        | verbouwd                                                                    | nee                                  |            |
| Amelisweerd, Oud-   | Bunnik               | Bunnik              | 13e eeuw                                          | oorspronkelijk versterkt huis, nu landhuis                                                        | verbouwd                                                                    | beperkt toegankelijk                 |            |
| Amerongen           | Amerongen            | Utrechtse Heuvelrug | vanaf 1286                                        | oorspronkelijk woontoren, nu landhuis in Hollands classicistische stijl                           | verbouwd                                                                    | beperkt toegankelijk                 |            |
| Batau, De           | Nieuwegein           | Nieuwegein          | voor 1473                                         | versterkt huis                                                                                    | gracht zichtbaar                                                            | nee                                  |            |
| Batestein           | Harmelen             | Woerden             | voor 1403                                         | versterkt huis                                                                                    | restanten ondergronds                                                       | nee                                  |            |
| Batestein           | Vianen               | Vijfheerenlanden    | vanaf 1280                                        | polygonale burcht                                                                                 | restanten ondergronds, hofpoort behouden                                    | poort toegankelijk                   |            |
| Beest, De           | Tull en 't Waal      | Houten              | voor 1500                                         | versterkt huis                                                                                    | gracht zichtbaar                                                            | nee                                  |            |
| Bergestein          | Amerongen            | Utrechtse Heuvelrug | voor 1392                                         | versterkt huis                                                                                    | gracht zichtbaar                                                            | nee                                  |            |
| Bergh, de           | Woerden              | Woerden             |                                                   |                                                                                                   | verdwenen                                                                   | locatie onbekend                     |            |
| Beverweerd          | Werkhoven            | Bunnik              | 13e eeuw                                          | vierkante kasteelbouw                                                                             | verbouwd                                                                    | nee                                  |            |
| Blasenburg          | Tull en 't Waal      | Houten              | 14e eeuw                                          | versterkt huis                                                                                    | verdwenen                                                                   | terrein toegankelijk                 |            |
| Blankenburgh, Groot | Utrecht              | Utrecht             | 13e eeuw                                          | stadskasteel                                                                                      | verbouwd                                                                    | nee                                  |            |
| Blikkenburg         | Zeist                | Zeist               | 14e eeuw                                          | oorspronkelijk versterkt huis, na 17e eeuw classicistisch landhuis                                | verbouwd                                                                    | nee                                  |            |
| Blommesteyn         | Houten               | Houten              | begin 14e eeuw                                    | onbekend                                                                                          | verdwenen                                                                   | nee                                  |            |
| Blijdenstein        | Utrecht              | Utrecht             | 13-14e eeuw                                       | stadskasteel                                                                                      | verbouwd                                                                    | nee                                  |            |
| Bol, Op de          | Vianen               | Vijfheerenlanden    | eind 13e eeuw                                     | ronde burcht                                                                                      | restanten ondergronds                                                       | locatie toegankelijk maar bebouwd    |            |
| Bolenstein          | Maarssen             | Stichtse Vecht      | 14e eeuw                                          | waterburcht                                                                                       | verbouwd                                                                    | nee                                  |            |
| Bolsweerd           | Lexmond              | Vijfheerenlanden    | 12e eeuw?                                         |                                                                                                   | verdwenen                                                                   |                                      |            |
| Bottestein          | Vleuten              | Utrecht             | voor 1439                                         | versterkt huis                                                                                    | verdwenen                                                                   | nee                                  |            |
| Broekhuisen         | Leersum              | Utrechtse Heuvelrug | 14e eeuw                                          | landhuis                                                                                          | verbouwd                                                                    | nee                                  |            |
| Broekhuizen, Oud-   | Leersum              | Utrechtse Heuvelrug | voor 1397                                         | woontoren                                                                                         | verdwenen                                                                   | nee                                  |            |
| Cammingha           | Bunnik               | Bunnik              | voor 1395                                         | woontoren met landhuis                                                                            | volledig intact                                                             | ja                                   |            |
| Clarenborg          | Nieuwer Ter Aa       | Stichtse Vecht      | 14e eeuw                                          | versterkt huis                                                                                    | verdwenen                                                                   | nee                                  |            |
| Clarenburg          | Utrecht              | Utrecht             | 12-14e eeuw                                       | stadskasteel, later schuilkerk                                                                    | verbouwd                                                                    | ja                                   |            |
| Coelhorst           | Amersfoort           | Amersfoort          | 11e eeuw                                          | versterkt huis                                                                                    | restanten ondergronds                                                       | nee                                  |            |
| Compostel           | Utrecht              | Utrecht             | 13e eeuw                                          | stadskasteel                                                                                      | verbouwd                                                                    | nee                                  |            |
| Domenstein          | Langbroek            | Wijk bij Duurstede  | 14e eeuw                                          | woontoren                                                                                         | verdwenen                                                                   | locatie onbekend                     |            |
| Dompselaer          | Overlangbroek        | Wijk bij Duurstede  | 1436                                              | versterkt huis                                                                                    | reliëf zichtbaar                                                            | nee                                  |            |
| Doorn               | Doorn                | Utrechtse Heuvelrug | 9e eeuw                                           | waterburcht                                                                                       | verbouwd                                                                    | ja                                   |            |
| Drakenburg          | Baarn                | Baarn               | 14e eeuw                                          | woontoren, uitbreiding tot landhuis                                                               | gracht zichtbaar                                                            | nee                                  |            |
| Drakenburg          | Utrecht              | Utrecht             | vanaf 12e eeuw                                    | stadskasteel                                                                                      | verbouwd                                                                    | winkel                               |            |
| Drakensteyn         | Lage Vuursche        | Baarn               | vanaf 14e eeuw, huidig gebouw 17e eeuw            | waterburcht                                                                                       | verbouwd                                                                    | nee                                  |            |
| Duurstede           | Wijk bij Duurstede   | Wijk bij Duurstede  | vanaf 13e eeuw                                    | waterburcht                                                                                       | restanten                                                                   | ja                                   |            |
| Eem, Ter            | Eembrugge            | Baarn               | 1347-1348                                         | versterkt huis                                                                                    | reliëf zichtbaar                                                            | nee                                  |            |
| Eijkelenburg        | Maarn                | Utrechtse Heuvelrug | 11e eeuw                                          | versterkt huis                                                                                    | verdwenen                                                                   | nee                                  |            |
| Emiclaer            | Amersfoort           | Amersfoort          | 13e eeuw                                          | versterkt huis                                                                                    | verdwenen                                                                   | nee                                  |            |
| Emmickhuizen        | Emminkhuizen         | Renswoude           | voor 1309                                         | versterkt huis                                                                                    | verdwenen                                                                   | nee                                  |            |
| Engh, Den           | Utrecht              | Utrecht             | voor 1259                                         | versterkt huis                                                                                    | gracht zichtbaar                                                            | nee                                  |            |
| Everstein           | Everdingen           | Vijfheerenlanden    | (13e eeuw) - 1380                                 | ommuurde burcht                                                                                   | verdwenen                                                                   | nee                                  |            |
| Den Eyck            | Vleuten              | Utrecht             | voor 1536                                         | versterkt huis                                                                                    | resten ondergronds                                                          | nee                                  |            |
| Everstein           | Jutphaas             | Utrecht             | 14e eeuw                                          | woontoren                                                                                         | omgracht eiland                                                             | nee                                  |            |
| Fresenburch         | Utrecht              | Utrecht             | 13e eeuw                                          | stadskasteel                                                                                      | verbouwd                                                                    | nee                                  |            |
| Galesloot           | Nieuwegein           | Nieuwegein          | 1380                                              | versterkt huis met woontoren                                                                      | restanten ondergronds                                                       | nee                                  |            |
| Geerestein          | Woudenberg           | Woudenberg          | 1394-1402                                         | waterburcht                                                                                       | verbouwd                                                                    | nee                                  |            |
| Gildenborgh         | Vreeswijk            | Nieuwegein          | 1373                                              | blokhuis                                                                                          | verdwenen                                                                   | exacte locatie onbekend              |            |
| Goye, Ten           | Houten               | Houten              | voor 1126                                         | mottekasteel                                                                                      | gracht zichtbaar                                                            | ja                                   |            |
| Grauwert            | Leidsche Rijn        | Utrecht             | voor 1230                                         | woontoren                                                                                         | reliëf zichtbaar                                                            | ja                                   |            |
| Grijpestein         | Tull en 't Waal      | Houten              | voor 1381                                         | versterkt huis                                                                                    | verdwenen                                                                   | nee                                  |            |
| Grimmestein         | Baarn                | Baarn               | ?                                                 | versterkt huis                                                                                    | verdwenen                                                                   | nee                                  |            |
| Groenestein         | Langbroek            | Wijk bij Duurstede  | 1377-1414                                         | versterkt huis                                                                                    | poortgebouw, grachtrestanten                                                | nee                                  |            |
| Groeneveld          | Baarn                | Baarn               | 1710                                              | buitenplaats                                                                                      | volledig intact                                                             | ja                                   |            |
| Groenewoude         | Woudenberg           | Woudenberg          | 1382                                              | versterkt huis                                                                                    | 17e-eeuws bouwhuis, hek                                                     | nee                                  |            |
| Groenewoude         | Utrecht              | Utrecht             | 13e eeuw                                          | stadskasteel                                                                                      | verbouwd                                                                    | nee                                  |            |
| Gunterstein         | Breukelen            | Stichtse Vecht      | 1300                                              | oorspronkelijk versterkt huis, later landhuis                                                     | verbouwd                                                                    | nee                                  |            |
| Haar, De            | Haarzuilens          | Utrecht             | 13/14e eeuw, herbouwd vanaf 1892                  | polygonale burcht, bij herbouw neogotisch kasteel                                                 | herbouwd                                                                    | ja                                   |            |
| Hagestein           | Hagestein            | Vijfheerenlanden    | kort voor 1251                                    | waterburcht                                                                                       | restanten ondergronds                                                       | nee                                  |            |
| Ham, Den            | Vleuten              | Utrecht             | voor 1325                                         | oorspronkelijk versterkt huis                                                                     | deels intact                                                                | nee                                  |            |
| Hardenbroek         | Driebergen           | Utrechtse Heuvelrug | voor 1309                                         | omgracht rechthoekig huis                                                                         | verbouwd                                                                    | huis niet, landgoed wel toegankelijk |            |
| Harmelen            | Harmelen             | Woerden             | 1270-1280                                         | versterkt huis                                                                                    | herbouwd, kelders behouden                                                  | nee                                  |            |
| Heemstede           | Nieuwegein           | Nieuwegein          | voor 1323                                         | mottekasteel                                                                                      | verdwenen                                                                   | nee                                  |            |
| Heemstede           | Houten               | Houten              | 1645                                              | landhuis                                                                                          | herbouwd                                                                    | ja                                   |            |
| Heimenberg          | Achterberg           | Rhenen              | 4-5e eeuw                                         | ringwalburg                                                                                       | aardwerken aanwezig                                                         | ja                                   |            |
| Heimerstein         | Achterberg           | Rhenen              | voor 1401                                         | versterkt huis                                                                                    | herbouwd                                                                    | nee                                  |            |
| Herlaar             | Tienhoven aan de Lek | Vijfheerenlanden    | 1270-1280                                         |                                                                                                   | restanten ondergronds                                                       |                                      |            |
| Hert, Ten           | Utrecht              | Utrecht             | 13e eeuw                                          | stadskasteel                                                                                      | verbouwd                                                                    | nee                                  |            |
| Heul, Ter           | Lopik                | Lopik               | 1338                                              | woontoren                                                                                         | verdwenen                                                                   | nee                                  |            |
| Heulestein          | Montfoort            | Montfoort           | 1320 - 1326                                       | woontoren                                                                                         | gracht deels zichtbaar                                                      | nee                                  |            |
| Hindersteyn         | Langbroek            | Wijk bij Duurstede  | 1300                                              | woontoren met latere aanbouwen                                                                    | volledig intact                                                             | nee                                  |            |
| Hoet, Den           | Utrecht              | Utrecht             | ?                                                 | versterkt huis                                                                                    | reliëf zichtbaar                                                            | nee                                  |            |
| Hoogerhorst         | Amersfoort           | Amersfoort          | 12e eeuw                                          | Versterkt huis                                                                                    | restanten ondergronds                                                       | nee                                  |            |
| Horst, Ter          | Achterberg           | Rhenen              | 12e eeuw                                          | grensburcht                                                                                       | verdwenen                                                                   | nee                                  |            |
| Hof ter Weyde       | Vleuten              | Utrecht             | 15e eeuw                                          | jachtslot                                                                                         | restanten in huidige boerderij                                              | nee                                  |            |
| IJsselstein         | IJsselstein          | IJsselstein         | voor 1144, 1427                                   | woontoren met bijgebouwen                                                                         | toren bewaard gebleven                                                      | ja                                   |            |
| Isselt              | Amersfoort           | Amersfoort          | begin 14e eeuw                                    | versterkt huis                                                                                    | restanten ondergronds                                                       | nee                                  |            |
| Jagenstein          | Langbroek            | Wijk bij Duurstede  | eind 14e eeuw                                     | woontoren                                                                                         | verdwenen                                                                   | nee                                  |            |
| Kersbergen          | Zeist                | Zeist               | tweede helft 14e eeuw                             | versterkt huis                                                                                    | poortje bewaard maar verplaatst                                             | nee                                  |            |
| Killestein          | Lexmond              | Vijfheerenlanden    | vóór 1386                                         |                                                                                                   | verdwenen                                                                   |                                      |            |
| Kranestein          | Utrecht              | Utrecht             | 14e eeuw                                          | stadskasteel                                                                                      | verbouwd                                                                    | nee                                  |            |
| Kronenburg          | Loenen aan de Vecht  | Stichtse Vecht      | 12e eeuw                                          | vierkante omgrachte burcht                                                                        | verdwenen, gracht deels herkenbaar                                          | nee                                  |            |
| Leeuwenberg         | Utrecht              | Utrecht             | 14e eeuw                                          | stadskasteel                                                                                      | verbouwd                                                                    | nee                                  |            |
| Levendaal           | Laareind             | Rhenen              | eerste helft 14e eeuw                             | versterkt huis                                                                                    | verdwenen                                                                   | nee                                  |            |
| Lichtenberg         | Utrecht              | Utrecht             | 13e eeuw                                          | stadskasteel                                                                                      | deel van het stadhuis van Utrecht (werfkelder)                              | ja                                   |            |
| Lichtenberg         | Woudenberg           | Woudenberg          | begin 15e eeuw                                    | versterkt huis                                                                                    | verdwenen                                                                   | nee                                  |            |
| Lievendaal          | Amerongen            | Utrechtse Heuvelrug | 1419                                              | versterkt huis                                                                                    | gracht zichtbaar                                                            | nee                                  |            |
| Linschoten I        | Linschoten           | Montfoort           | 12e eeuw                                          | versterkt huis                                                                                    | restanten ondergronds                                                       | nee                                  |            |
| Linschoten II       | Linschoten           | Montfoort           | 1647                                              | kasteelachtig landhuis                                                                            | volledig intact                                                             | nee                                  |            |
| Lockhorst           | Leusden              | Leusden             | 13e eeuw                                          | mottekasteel                                                                                      | gracht en heuvel zichtbaar                                                  | nee                                  |            |
| Loenersloot         | Loenen aan de Vecht  | Stichtse Vecht      | voor 1258                                         | woontoren met 17e-eeuwse aanbouw                                                                  | volledig intact                                                             | nee                                  |            |
| Lunenburg           | Langbroek            | Wijk bij Duurstede  | voor 1339                                         | woontoren                                                                                         | volledig intact                                                             | nee                                  |            |
| Maarsbergen         | Maarsbergen          | Utrechtse Heuvelrug | 15-16e eeuw                                       | kasteelachtig landhuis                                                                            | volledig intact                                                             | nee                                  |            |
| Marckenburg         | Schalkwijk           | Houten              | 13e eeuw                                          | rechthoekige burcht                                                                               | gracht en reliëf zichtbaar                                                  | ja                                   |            |
| Massche, Ten        | Overlangbroek        | Wijk bij Duurstede  | 14e eeuw                                          | versterkt huis                                                                                    | verdwenen                                                                   | exacte locatie onbekend              |            |
| Meer, Ter           | Maarssen             | Stichtse Vecht      | 1175 ca. tot 1672, herbouwd 1710 en gesloopt 1903 | versterkt huis, na herbouw landhuis                                                               | vrijwel verdwenen (2 resterende hekpalen)                                   | nee                                  |            |
| Mey, Ter            | Haarzuilens          | Utrecht             | 1440                                              | versterkt huis                                                                                    | verdwenen, terrein deel van landgoed De Haar                                | ja                                   |            |
| Mijdrecht, Huis te  | Mijdrecht            | De Ronde Venen      | voor 1500                                         | versterkt huis                                                                                    | verdwenen                                                                   | nee                                  |            |
| Mijnden             | Loenen aan de Vecht  | Stichtse Vecht      | 1317 - 1348                                       | versterkt huis                                                                                    | verdwenen                                                                   | nee                                  |            |
| Moersbergen         | Doorn                | Utrechtse Heuvelrug | begin 14e eeuw                                    | oorspronkelijk versterkt huis, later landhuis                                                     | verbouwd                                                                    | nee                                  |            |
| Montfoort           | Montfoort            | Montfoort           | 1163                                              | grensburcht                                                                                       | toegangspoort behouden                                                      | ja                                   |            |
| Natewisch           | Amerongen            | Utrechtse Heuvelrug | rond 1270                                         | woontoren                                                                                         | volledig intact                                                             | nee                                  |            |
| Nesse, Te           | Montfoort            | Montfoort           | 1337                                              | elfhoekige burcht                                                                                 | verdwenen, gracht zichtbaar                                                 | nee                                  |            |
| Nieuwenstein        | Hagestein            | Vijfheerenlanden    |                                                   | versterkt huis                                                                                    | verdwenen                                                                   | nee                                  |            |
| Nijenrode           | Breukelen            | Stichtse Vecht      | 1275                                              | waterkasteel                                                                                      | verbouwd                                                                    | nee                                  |            |
| Nijenstein          | Hagestein            | Vijfheerenlanden    | vóór 1359                                         |                                                                                                   | 1834 afgebroken                                                             |                                      |            |
| Nijeveld            | De Meern             | Utrecht             | vóór 1288                                         | oorspronkelijk woontoren                                                                          | restanten                                                                   | ja                                   |            |
| Noordwijk           | Langbroek            | Wijk bij Duurstede  | 1380                                              | woontoren                                                                                         | reliëf zichtbaar                                                            | nee                                  |            |
| Oostwaard           | Maarssen             | Stichtse Vecht      | voor 1294                                         | versterkt huis                                                                                    | restanten in muurwerk huidige boerderij                                     | nee                                  |            |
| Oudaen              | Breukelen            | Stichtse Vecht      | rond 1300                                         | versterkt huis                                                                                    | volledig intact                                                             | nee                                  |            |
| Oudaen              | Utrecht              | Utrecht             | na 1276                                           | stadskasteel                                                                                      | volledig intact                                                             | ja                                   |            |
| Oudegein            | Jutphaas             | Nieuwegein          | voor 1211                                         | waterkasteel                                                                                      | verbouwd                                                                    | nee                                  |            |
| Oud-Wulven          | Houten               | Houten              | rond 1200                                         | mottekasteel                                                                                      | verdwenen                                                                   | nee                                  |            |
| Pallaes             | Utrecht              | Utrecht             | 13e eeuw                                          | stadskasteel                                                                                      | verbouwd                                                                    | nee                                  |            |
| Payenborg           | Utrecht              | Utrecht             | 14e eeuw                                          | stadskasteel                                                                                      | verbouwd                                                                    | nee                                  |            |
| Plettenburg         | Nieuwegein           | Nieuwegein          | rond 1300                                         | waterkasteel                                                                                      | verdwenen                                                                   | nee                                  |            |
| Polle, De           | Mastwijk             | Montfoort           | 1360                                              | versterkt huis                                                                                    | gracht zichtbaar                                                            | nee                                  |            |
| Proeysenburch       | Utrecht              | Utrecht             | 14e eeuw                                          | stadskasteel                                                                                      | verbouwd                                                                    | nee                                  |            |
| Puth, Den Ouden     | Utrecht              | Utrecht             | 14e eeuw                                          | stadskasteel                                                                                      | verbouwd                                                                    | nee                                  |            |
| Putkop              | Woerden              | Woerden             | rond 1296                                         | Blokhuis                                                                                          | verdwenen                                                                   | nee                                  |            |
| Putruwiel           | Utrecht              | Utrecht             | 13e eeuw                                          | stadskasteel                                                                                      | verbouwd                                                                    | nee                                  |            |
| Ten Putten          | Utrecht              | Utrecht             | 13e eeuw                                          | stadskasteel                                                                                      | verbouwd                                                                    | nee                                  |            |
| Randenbroek         | Amersfoort           | Amersfoort          | voor 1249                                         | landhuis                                                                                          | verbouwd                                                                    | ja                                   |            |
| Remmerstein         | Achterberg           | Rhenen              | voor 1500                                         | versterkt huis                                                                                    | verdwenen                                                                   | nee                                  |            |
| Renswoude           | Renswoude            | Renswoude           | 1350-1375                                         | versterkt huis, later landhuis                                                                    | verbouwd                                                                    | huis niet, tuin wel toegankelijk     |            |
| Rhijnestein         | Cothen               | Wijk bij Duurstede  | 13e eeuw                                          | oorspronkelijk woontoren                                                                          | volledig intact                                                             | nee                                  |            |
| Rhijnauwen          | Bunnik               | Bunnik              | 13e eeuw                                          | landhuis                                                                                          | verbouwd                                                                    | ja                                   |            |
| Riebeek             | Wijk bij Duurstede   | Wijk bij Duurstede  | voor 1377                                         | hofstede                                                                                          | verdwenen                                                                   | nee                                  |            |
| Rijnenburg          | Utrecht              | Utrecht             | voor 1336                                         | versterkt huis                                                                                    | muurresten in huidige boerderij                                             | nee                                  |            |
| Rijnestein          | Utrecht              | Utrecht             | 14e eeuw                                          | versterkt huis                                                                                    | restanten ondergronds                                                       | nee                                  |            |
| Rijnhuizen          | Jutphaas             | Nieuwegein          | vanaf 14e eeuw, huidige landhuis 17e eeuw         | oorspronkelijk versterkt huis, later landhuis                                                     | verbouwd                                                                    | jaarlijks open dag                   |            |
| Rijningen           | Wijk bij Duurstede   | Wijk bij Duurstede  | voor 1206                                         | woontoren                                                                                         | mogelijk delen van huidige boerderij                                        | nee                                  |            |
| Rijnsweerd          | Utrecht              | Utrecht             | 14e eeuw                                          | versterkt huis                                                                                    | verdwenen                                                                   | nee                                  |            |
| Rijpickerwaard      | IJsselstein          | IJsselstein         | 1593-1598                                         | versterkt huis                                                                                    | boerderij en deel van slotgracht                                            | nee                                  |            |
| Rijsenburg          | Driebergen           | Utrechtse Heuvelrug | 13e eeuw                                          | versterkt huis                                                                                    | poortgebouw                                                                 | nee                                  |            |
| Rodenburg           | Utrecht              | Utrecht             | 12e eeuw                                          | stadskasteel                                                                                      | kelders                                                                     | nee                                  |            |
| De Roetert          | Overlangbroek        | Wijk bij Duurstede  | onbekend                                          | versterkt huis                                                                                    | delen van gracht                                                            | nee                                  |            |
| Royestein           | Amerongen            | Utrechtse Heuvelrug |                                                   | versterkt huis                                                                                    | verdwenen                                                                   | exacte locatie onbekend              |            |
| Royestein           | Dwarsdijk            | Wijk bij Duurstede  | 1442                                              |                                                                                                   | verdwenen                                                                   |                                      |            |
| Rumelaar            | Woudenberg           | Woudenberg          | 12e eeuw                                          | versterkt huis                                                                                    | verdwenen                                                                   | nvt                                  |            |
| Ruwiel              | Breukelen            | Stichtse Vecht      | 13e eeuw                                          | versterkt huis                                                                                    | gracht zichtbaar                                                            | nee                                  |            |
| Sandenburg          | Langbroek            | Wijk bij Duurstede  | voor 1391                                         | versterkt huis                                                                                    | verbouwd                                                                    | nee                                  |            |
| Schaffenburg        | Utrecht              | Utrecht             | 13e eeuw                                          | stadskasteel                                                                                      | verdwenen                                                                   | nee                                  |            |
| Schalkwijk          | Schalkwijk           | Houten              | rond 1250                                         | versterkt huis                                                                                    | gracht zichtbaar                                                            | ja                                   |            |
| Schonauwen          | Houten               | Houten              | 1261                                              | versterkt huis, landhuis                                                                          | restanten                                                                   | nee                                  |            |
| Schurenburg         | Montfoort            | Montfoort           | eind 14e eeuw                                     | versterkt huis                                                                                    | verdwenen                                                                   | nee                                  |            |
| Slot, 't            | Vijfheerenlanden     | Leerdam             |                                                   |                                                                                                   | restanten ondergronds                                                       |                                      |            |
| Snaafburg           | Maarssen             | Stichtse Vecht      | voor 1379                                         | versterkt huis                                                                                    | gracht zichtbaar                                                            | ja                                   |            |
| Snellenburg         | Benschop             | Lopik               | 1250                                              | versterkt huis                                                                                    | 1534 verwoest                                                               | locatie onbekend                     |            |
| Sterkenburg         | Driebergen           | Utrechtse Heuvelrug | rond 1196                                         | woontoren met aanbouw                                                                             | volledig intact                                                             | nee                                  |            |
| Stormerdijk         | Nieuwegein           | Nieuwegein          | rond 1400                                         | versterkt huis                                                                                    | gracht zichtbaar                                                            | nee                                  |            |
| Stoutenburg         | Leusden              | Leusden             | (11e eeuw?) 1259                                  | versterkt huis, grensburcht, later landhuis                                                       | gracht deels zichtbaar                                                      | park deels toegankelijk              |            |
| Trecht, De burcht   | Utrecht              | Utrecht             | 50 (circa) - middeleeuwen                         | Romeins fort, in de middeleeuwen aangepast verdedigbaar bouwwerk met religieuze functie en paleis | ondergrondse restanten                                                      | ja                                   |            |
| Valckenstein        | Utrecht              | Utrecht             | 14e eeuw                                          | stadskasteel                                                                                      | verbouwd                                                                    | nee                                  |            |
| Valkenburg          | Achterberg           | Rhenen              | voor 1528                                         | versterkt huis                                                                                    | reliëf zichtbaar                                                            | nee                                  |            |
| Velde, Te           | Loenen aan de Vecht  | Stichtse Vecht      | 1328                                              | versterkt huis                                                                                    | reliëf zichtbaar                                                            | nee                                  |            |
| Veldenstein         | Jaarsveld            | Lopik               | 1327/1384                                         | vertsterkt huis                                                                                   | reliëf zichtbaar                                                            | nee                                  |            |
| Vleuten             | Vleuten              | Utrecht             | 14e eeuw                                          | woontoren                                                                                         | gracht tot 2005 zichtbaar, nu onder spoorlijn                               | nee                                  |            |
| Vliet, Te           | Oudewater            | Oudewater           | 1250 - 1300                                       | woontoren                                                                                         | restanten                                                                   | nee                                  |            |
| Vliet, Te           | Lopikerkapel         | Lopik               | voor 1375                                         | woontoren                                                                                         | verbouwd                                                                    | nee                                  |            |
| Voorn               | Utrecht              | Utrecht             | voor 1395                                         | woontoren, later landhuis                                                                         | restanten                                                                   | nee                                  |            |
| Vredenburg          | Utrecht              | Utrecht             | 1529 - 1532                                       | dwangburcht                                                                                       | restanten ondergronds                                                       | nee                                  |            |
| Vredelant           | Vreeland             | Stichtse Vecht      | 1257-1260                                         | grensburcht                                                                                       | reliëf zichtbaar                                                            | ja                                   |            |
| Vronestein          | Jutphaas             | Nieuwegein          | voor 1329                                         | versterkt huis                                                                                    | verdwenen                                                                   | terrein deels toegankelijk           |            |
| Vuylcoop            | Schalkwijk           | Houten              | rond 1300                                         | woontoren                                                                                         | volledig intact                                                             | nee                                  |            |
| Walenburg           | Langbroek            | Wijk bij Duurstede  | 13e eeuw                                          | woontoren                                                                                         | volledig intact                                                             | nee                                  |            |
| Wayenstein          | Amerongen            | Utrechtse Heuvelrug | voor 1406                                         | woontoren                                                                                         | verdwenen                                                                   | nee                                  |            |
| Weerdenburg         | Werkhoven            | Bunnik              | 13e eeuw                                          | woontoren                                                                                         | gracht zichtbaar                                                            | nee                                  |            |
| Weerdesteyn         | Langbroek            | Wijk bij Duurstede  | rond 1300                                         | woontoren                                                                                         | volledig intact                                                             | nee                                  |            |
| Weerestein          | Nieuwersluis         | Stichtse Vecht      | 15e eeuw?                                         | versterkt huis, later landhuis                                                                    | Landhuis intact                                                             | nee                                  |            |
| Wickenburgh         | 't Goy               | Houten              | voor 1300                                         | mottekasteel, later landhuis                                                                      | restanten middeleeuws huis in 17e-eeuws landhuis                            | nee                                  |            |
| Wijnestein          | Jutphaas             | Nieuwegein          | voor 1379                                         | versterkt huis                                                                                    | terrein zichtbaar gemaakt                                                   | ja                                   |            |
| Woerden             | Woerden              | Woerden             | 1415                                              | omgrachte burcht                                                                                  | verbouwd                                                                    | ja                                   |            |
| Woudenberg I        | Woudenberg           | Woudenberg          | voor 1313                                         | versterkt huis                                                                                    | restanten ondergronds                                                       | nee                                  |            |
| Woudenberg II       | Woudenberg           | Woudenberg          | 1410                                              | versterkt huis                                                                                    | restanten ondergronds                                                       | nee                                  |            |
| Wulven              | Houten               | Houten              | 1296                                              | versterkt huis                                                                                    | gracht zichtbaar                                                            | ja                                   |            |
| Wulvenhorst         | Montfoort            | Montfoort           | voor 1271                                         | versterkt huis                                                                                    | gracht zichtbaar                                                            | nee                                  |            |
| Zeist               | Zeist                | Zeist               | voor 1152, 1677-1686                              | oorspronkelijk versterkt huis, later buitenplaats                                                 | oorspronkelijk huis verdwenen, buitenplaats volledig intact                 | ja                                   |            |
| Zuilenburg          | Overlangbroek        | Wijk bij Duurstede  | Omstreeks 1250                                    | versterkt huis                                                                                    | verbouwd                                                                    | nee                                  |            |
| Zuilenstein         | Leersum              | Utrechtse Heuvelrug | 14e eeuw                                          | versterkt huis                                                                                    | gracht zichtbaar                                                            | ja                                   |            |
| Zuileveld           | Vleuten              | Utrecht             | voor 1443                                         | versterkt huis                                                                                    | restanten ondergronds                                                       | niet herkenbaar                      |            |
| Zuylen              | Oud-Zuilen           | Stichtse Vecht      | 13e eeuw - 1422, herbouw 1510                     | oorspronkelijk versterkt huis, bij herbouw waterburcht                                            | deels 16e en 18e eeuw, hoofdgebouw met o.a. bijbehorende bouwwerken en park | ja                                   |            |